# Rio Batateiras
O Rio Batateiras é um rio brasileiro que banha o estado do Ceará. Nasce em Crato.